# Sinuhé, l'egipci
Sinuhé l'egipci (Sinuhe egyptiläinen en la seva versió original) és una novel·la històrica de Mika Waltari. Va ser publicada per primer cop en finès en 1945, Fins al moment, és l'única novel·la finlandesa que ha estat adaptada com a pel·lícula de Hollywood (1954). En una enquesta duta a terme el 2008, els finlandesos el van triar com al seu llibre més estimat.
Sinuhé, l'egipci és la primera i la més reeixida de les grans novel·les històriques de Waltari. Està ambientada a l'antic Egipte, sobretot durant el regnat del faraó Akhenaton de la dinastia XVIII, de qui alguns han afirmat que fou el primer governant monoteista del món.
Waltari va escriure el llibre a Hartola durant l'estiu de 1945. El seu ritme de redacció era increïble: gairebé 30 pàgines per dia. La mare de Waltari va morir aquell estiu. L'autor li va demanar a la seva dona que s'ocupés dels funerals. Waltari era al funeral i després va tornar a casa seva per continuar amb la redacció del llibre.

## Argument
El protagonista de la novel·la és el personatge de ficció Sinuhé, el metge reial, que explica la història en l'exili després de la caiguda i mort d'Akhenaton. Rep el nom d'un personatge d'un antic text egipci conegut com la Història de Sinuhé. La història original es remunta a una època molt abans d'Akhenaton: els textos es coneixen ja des de la dinastia XII d'Egipte.
Sinuhé, exiliat pel faraó, que era el seu amic, explica la seva història en primera persona. Fill de metge, recollit pels seus pares quan tot just acabava de néixer, mentre baixava en una barca per les aigües del Nil, aprèn l'ofici de metge a la Casa de la vida i després exerceix en un barri pobre de Tebes. Tot i ser de condició modesta, simpatitza i esdevé amic i metge del faraó Akhenaton, i de Horemheb, futur faraó i llavors general.
Per amor de Nefernefernefer, una cortesana, ven tots els seus béns i causa indirectament el suïcidi dels seus pares. Avergonyit de la seva actitud, i després de treballar com a embalsamador, fuig d'Egipte amb Kaptah, un esclau borni, i es refugia durant dos anys a Zimirra, a Síria. Allà una dia es retroba amb el seu amic Horemheb, que li confia una missió de summa importància: recórrer el Pròxim Orient per recollir indirectament informacions sobre les forces armades dels enemics d'Egipte. Viatja llavors a nombrosos països, a la Síria dominada per Egipte, (Llevant), a Mitanni, Babilònia, la Creta minoica, i a l'Imperi Hitita.
Contempla l'ascensió del culte d'Aton i després el seu declivi.

## Context històric
Entre els personatges històrics coneguts s'inclouen l'antic faraó Amenhotep III i la seva intrigant esposa favorita, Tiy, l'esposa d'Akhenaton, Nefertiti, el lànguid jove Tutankamon (Rei Tut), que fou el següent faraó després de la caiguda d'Akhenaton, i els dos successors nascuts en comú que foren, segons aquest autor, parts integrants de l'ascens i la caiguda de l'heretgia d'Al-Amārna d'Akhenaton: el sacerdot i més tard faraó Ay i el guerrer, general i, finalment, faraó, Horemheb. Encara que mai apareix en escena, a través del llibre, el rei hitita Suppiluliuma I apareix com una amenaçant i melancòlica figura d'un conqueridor completament despietat i tirà.
Altres personatges històrics amb qui el protagonista té tracte directe, són: Aziru (regent del Regne d'Amurru), Tuthmosis (escultor), Burnaburiaix II (rei de Babilònia) i, amb un nom diferent, Zannanza, fill de la núvia de Suppiluliuma I. Zannanza és un collage d'almenys tres figures històriques: per ella mateixa, primera dona de Horemheb i per ell, la mare de Ramsès I. L'històric Horemheb va morir sense fills.
Tot i que Waltari va emprar alguna llicència poètica en la combinació de les biografies de Sinuhé i Akhenaton, per la resta es va preocupar molt per l'exactitud històrica de la descripció detallada de l'antiga vida egípcia i va dur a terme una considerable investigació sobre el tema. El resultat ha estat elogiat no només pels lectors sinó també pels egiptòlegs.
Waltari havia estat durant molt temps interessat en Akhenaton i va escriure una obra sobre ell que va ser posada en escena a Hèlsinki en 1938. La Segona Guerra Mundial va aportar l'impuls final per explorar el tema d'una novel·la que, tot i que representa els esdeveniments que van tenir lloc més de 3.300 anys enrere, de fet, reflecteix els sentiments contemporanis de desil·lusió i cansament de la guerra i porta un missatge pessimista de la uniformitat essencial de la naturalesa humana al llarg dels segles. L'amenaçador rei Suppiluliuma té molts dels matisos de Hitler.
Tal missatge va provocar una àmplia resposta dels lectors a les acaballes de la Segona Guerra Mundial, i el llibre es va convertir en un best-seller internacional, i se situà com un dels més venuts als Estats Units en 1949. Es va mantenir com la novel·la estrangera més venuda als EUA abans que el seu lloc fos pres per El nom de la rosa, d'Umberto Eco. El llibre ha estat traduït a 40 idiomes.